# Сообцокова Вікторія Володимирівна
Вікторія Володимирівна Лелека (нар. 7 березня 1973, Дніпро), у шлюбі Сообцокова — українська баскетболістка, учасниця Олімпійських ігор 1996 року. 2007 року принесла перше в історії чемпіонство України баскетбольного клубу «Дніпро». Майстер спорту України.

## Біографія

### Клубна
У школу баскетбольного клубу «Сталь» Вікторія прийшла в 1989 році як учениця 9-го класу. Вона виступала у складі клубу в Першій лізі СРСР, після його розпаду фактично залишилася без роботи. У 1992 році після перемоги на молодіжному чемпіонаті Європи Вікторія отримала пропозицію з Болгарії та розцінила це як можливість поліпшити своє матеріальне становище. У Болгарії вона грала за «Левські Тотел» з міста Софія і «Этар» із Велико-Тирново. У 1995 році перед Олімпіадою в Атланті повернулася додому, отримавши пропозицію від дніпропетровської «Сталі» та однокімнатну квартиру.
Потім рік Вікторія виступала в Донецьку, проте матеріальне забезпечення гравців у клубі було дуже поганим. Після цього вона поїхала в запорізький клуб «Козачка», де, незважаючи на успіхи клубу в чемпіонаті України (іноді команда вигравала з відривом у 50 очок у супротивників), ніхто з гравців не міг принести користь у єврокубках. Утім, ставлення до баскетболісток у клубі було дуже гарним. Після цього Вікторія виявилася у французькій «Тулузі», де її часто критикував головний тренер. Незабаром Вікторія приїхала в московське «Динамо», однак після зниження зарплати чотирьом легіонерам не змирилася з такими умовами і повернулася додому у Дніпро. У 2007 році Вікторія принесла чемпіонські лаври рідному «Дніпру» і отримала приз кращого форварда чемпіонату. Незабаром завершила кар'єру.

### У збірній
У складі молодіжної збірної СНД Вікторія стала чемпіонкою Європи у 1992 році. У збірній України Вікторія грала з 1996 по 2003 роки. Учасниця Олімпіади 1996 року (4-е місце), в 4 матчах набрала 12 очок (з них вісім — у півфіналі проти Бразилії).

## Досягнення

### Клубні
- Чемпіонка України (2001, 2002, 2007)
- Чемпіонка Болгарії (1993)
- Найкращий форвард чемпіонату України (2005, 2007)
- Найкраща гравчиня чемпіонату Болгарії (1993)
- Чемпіонка Європи серед молоді (1992)
- Учасниця Олімпіади-1996 (4-е місце).